# Zatoka Biskajska
Zatoka Biskajska (hiszp. golfo de Vizcaya, mar Cantábrico, fr. Golfe de Gascogne, bask. Bizkaiko Golkoa, oksyt. Golf de Gasconha) – zatoka Oceanu Atlantyckiego, położona pomiędzy północnym wybrzeżem Półwyspu Iberyjskiego a południowo-zachodnim wybrzeżem Francji. Jej powierzchnia wynosi blisko 200 tys. km², maksymalna głębokość – 5120 m, przy średniej – 1715 m. Średnia temperatura wód powierzchniowych nie przekracza 16 °C.
Zatoka Biskajska powstała w czasie orogenezy alpejskiej, głównie w eocenie. Proces jej otwarcia spowodowany został obrotem Mesety Iberyjskiej o około 35° w kierunku przeciwnym do wskazówek zegara i jej odsunięciem od dzisiejszych wybrzeży Francji na południe. W tym samym czasie powstały Pireneje. Na obszarze Zatoki występuje jedynie skorupa typu oceanicznego, przykryta osadami.
Akwen Zatoki Biskajskiej jest obszarem rozwiniętego rybołówstwa. Poławia się tam sardynki, tuńczyki, homary, krewetki oraz ostrygi. Najważniejszymi portami są Nantes, Bordeaux, San Sebastián, Bilbao, Santander i Gijón.

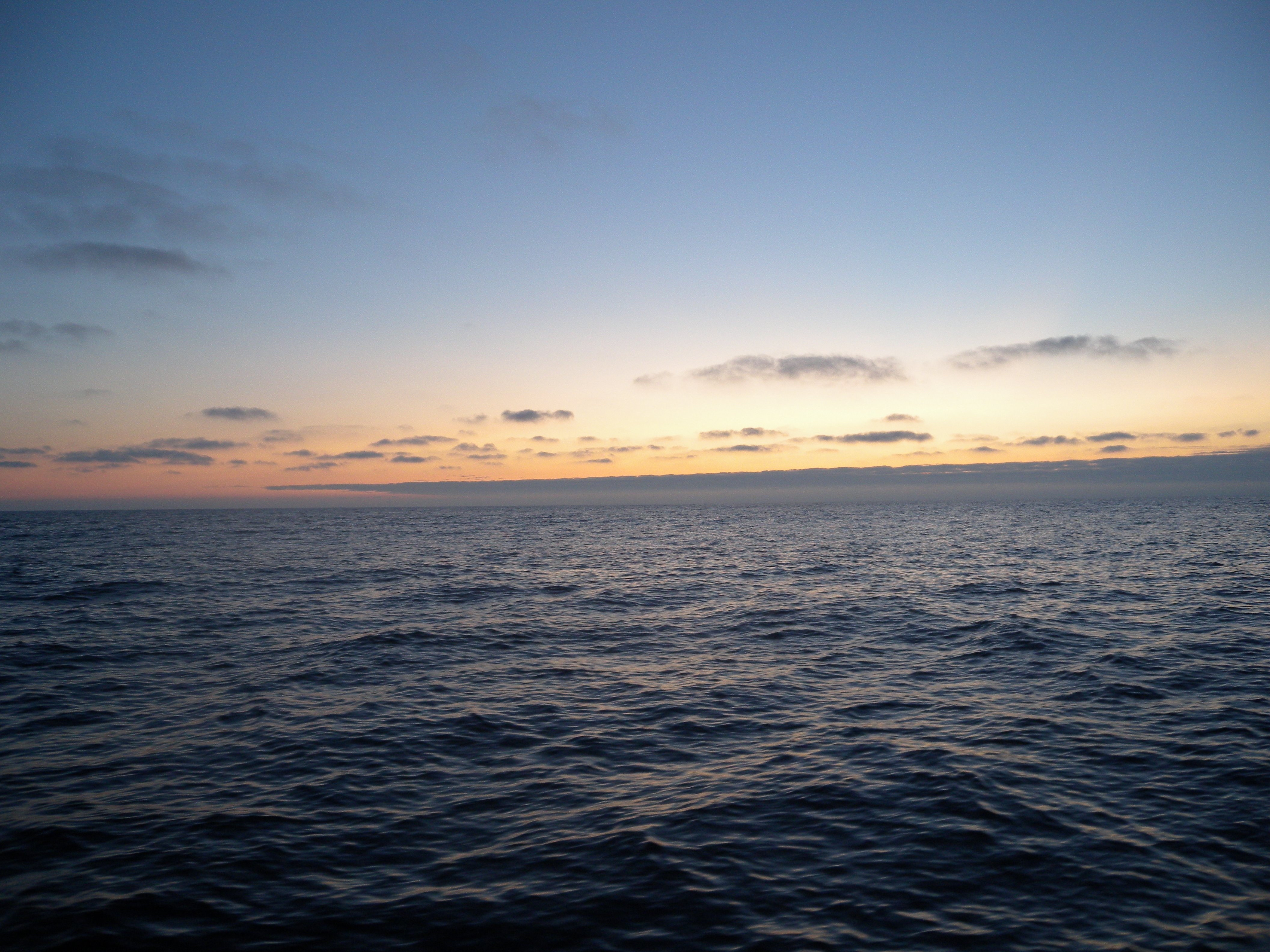